# كانتون سانتا كلارا
كانتون سانتا كلارا (بالإسبانية:   Cantón Santa Clara)‏ هي كانتون في الإكوادور، تتبع مقاطعة باستازا. بلغ عدد سكانها في تعداد عام 2001 3,029 نسمة.